# Double concertino de Richard Strauss
Pour les articles homonymes, voir concerto pour clarinette (homonymie) et concerto pour basson (homonymie).
Le double concertino pour clarinette et basson, avec orchestre à cordes et harpe a été composé par Richard Strauss.
Il a été écrit en 1947 à Montreux en Suisse pour l'orchestre de la radio suisse italienne. Il est dédié à Hugo Burghauser, joueur de basson à l'orchestre philharmonique de Vienne et ami du musicien.
Il s'agit de l'une des dernières œuvres du compositeur et qui reprend, comme à sa grande période, un prétexte littéraire, mais cette fois ci, avec un effectif réduit. Le basson représenterait un prince et la clarinette une princesse d'après un conte de Hans Christian Andersen. Une autre version, racontée à Burghauser, ferait danser un ours (le basson) avec une princesse (la clarinette).
La première eut lieu le 4 avril 1948 à Lugano pour Radio Monte-Ceneri de l’époque, par l’Orchestre de la Radio Suisse Italienne placé sous la direction d’Otmar Nussio, avec en solistes Armando Basile à la clarinette et Bruno Bergamaschi au basson.
Il comporte trois mouvements et son exécution demande environ un peu plus de vingt minutes.
1. Allegro moderato
2. Andante
3. Rondo (Allegro ma non troppo)